# Willem Jan Wognum
Willem Jan Wognum (Oostzaan, 15 december 1908 – Bergen, 29 februari 1988) was een Nederlands burgemeester.
Hij werd geboren als zoon van Pieter Wognum Wzn. (1867-1938) en Trijntje van Stipriaan (1868-1951). Na een driejarige hbs-opleiding was hij aanvankelijk werkzaam in het bedrijfsleven. Begin 1933 volgde hij zijn vader op als secretaris van de polder Oostzaan. Vanaf 1 juni 1946 was Wognum burgemeester van Schagen en precies 24 jaar later, per 31 mei 1970, werd hem eervol ontslag verleend. Hij overleed in 1988 op 79-jarige leeftijd. De voormalige 'Burgemeester Wognumschool' in Schagen was naar hem vernoemd.